# رجا كريشنا مينون
رجا كريشنا مينون (بالإنجليزية: Raja Krishna Menon)‏ هو مخرج هندي، ولد في القرن العشرين في تريشور في الهند.

## وصلات خارجية
- رجا كريشنا مينون على موقع IMDb (الإنجليزية)
- رجا كريشنا مينون على موقع قاعدة بيانات الفيلم (الإنجليزية)